# Drakgrottorna i Porto Cristo
Drakgrottorna i Porto Cristo är en grotta i Spanien.   Den ligger på Mallorca i regionen Balearerna, öster om det spanska fastlandet, cirka 600 km öster om huvudstaden Madrid. Drakgrottorna i Porto Cristo ligger 32 meter över havet.
Terrängen runt Drakgrottorna i Porto Cristo är huvudsakligen platt, men västerut är den kuperad. Havet är nära Drakgrottorna i Porto Cristo åt sydost.  Närmaste större samhälle är Manacor, 11,0 km väster om Drakgrottorna i Porto Cristo. 